# 고! 고카트
《고! 고카트》(영어: Go Karts)는 2020년 1월 16일에 개봉, 3월 13일에 넷플릭스에서 방영한 오스트레일리아의 가족 영화이다.

## 출연진
주연
- 윌리엄 로더 - 잭 후퍼 역
- 아나스타샤 뱀포스 - 맨디 제타 역
- 다리우스 아마피오 제퍼슨 - 콜린 역
- 리차드 록스버그 - 패트릭 역
- 프랜시스 오코너 - 크리스티 후퍼 역

조연
- 댄 와일리 - 배리 역
- 다미엥 드 몽테마 - 마이크 제타 역